# Italo disco
Italo Disco  es una de las primeras formas de música de baile completamente electrónica de la historia, creado en Italia a finales de los años 1970 como una evolución particular del Eurodisco a partir de su propio subgénero Space Disco fusionado con Electropop, Post-Disco y Dance-Rock y techno al que se le añade melodía procedente del pop italiano.

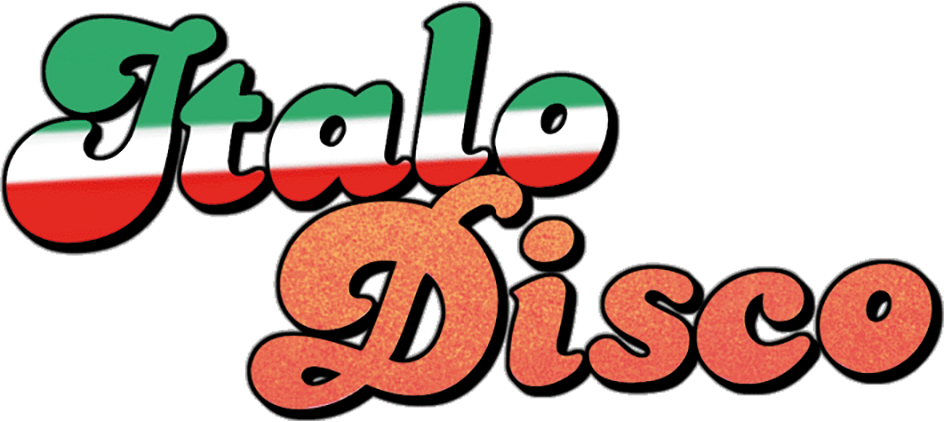
portada de la colección de Italo Disco de ZYX Records

## Etimología
El término Italo Disco se originó retrospectivamente a partir de la serie Italo Boot Mix, un megamix formado por Eurodisco de procedencia italiana y alemana, de Bernhard Mikulski, fundador del sello alemán ZYX Music. Antes de 1983, la música era simplemente considerada Disco hecho en Europa o Rock Electrónico.
Los presentadores del programa musical italiano Discoring (producido por RAI) llamaban a los temas de Italo Disco  "Rock Elettronico" (Rock Electrónico) o "Balli da Discoteca" (Disco Dance) antes de que el término Italo Disco llegara a existir.

## Historia

### Orígenes: 1976–1982
La entrada de los sintetizadores y otros efectos electrónicos en la Música Disco produjo como resultado la música electrónica de baile, con estilos como el Hi-NRG en Estados Unidos y el Space Disco, como un primer gran subgénero del Eurodisco, en Europa. La sensación generalizada del público era la de estar ante un sonido completamente nuevo, tanto por la sonoridad de la nueva tecnología musical como por los efectos de la iluminación de las discotecas de la época. 
El Eurodisco fue muy influenciado por la obra de varios productores discográficos como el italiano Giorgio Moroder, los músicos franceses Didier Marouani y Cerrone, el sonido Electropop de (Kraftwerk, Yellow Magic Orchestra, Telex, Devo y Gary Numan) y los primeros álbumes de Hi-NRG del productor de San Francisco Patrick Cowley con cantantes como Sylvester James y Paul Parker, dando lugar al space disco.
Tras unos años de transición, el Space Disco de sonido futurista fue dando paso, junto al Hi-NRG y el Canadian Disco, a sonidos con más melodía tomados de la música pop italiana y consolidándose así, hacia 1982, el Italo Disco en Italia y otras partes de Europa. Las canciones eran en ocasiones totalmente electrónicas, utilizándose para su composición algunos instrumentos como los sintetizadores, baterías electrónicas, cajas de ritmos, melodías pegadizas, vocoders, letras de amor cantadas en inglés con fuerte acento extranjero y, ocasionalmente, letras sin sentido alguno (debido al pobre conocimiento de inglés de los cantantes). Para una audiencia que predominantemente no hablaba inglés, la voz era considerada como un instrumento adicional, concediéndose poca importancia al mensaje. Junto con el amor, otras temáticas habituales del Italo Disco son los robots y el espacio exterior (que posteriormente vino a ser el subestilo Space Synth) combinándose en ocasiones los tres temas, como en las canciones "Robot is Systematic" (1982) de Lectric Workers o "Spacer Woman" (1983) de Charlie. El Italo Disco sonaba ampliamente en emisoras de radio y en las discotecas europeas, pero en el mundo anglosajón era un fenómeno underground.

### Apogeo 1983-1986
1983 fue el año en que el término fue, supuestamente, acuñado por Bernhard Mikulski, fundador del sello alemán ZYX Music, cuando publicó el primer volumen de su serie The Best of Italo Disco. 
La etapa más gloriosa del género se podría considerar que transcurrió entre ese mismo año y 1986, en los que el género alcanza la máxima popularidad y cuando está más de moda, con su sonido más puro y característico. Artistas como Ryan Paris con su tema Dolce Vita, Gazebo con "I Like Chopin", P. Lion con "Happy Children", Silver Pozzoli con "Around My Dream", Romano Bais con "Dial My Number" o Miko Mission con How Old Are You?, además de una multitud de sencillos más, alcanzaron posiciones de éxito es esos años. También surgieron un buen número de sellos discográficos entre los que destacan American Disco, Crash, Merak, Sensation y X-Energy. El sello Disco Magic publicó más de treinta sencillos en un año. 
Durante estos años aparecieron variaciones del género que tuvieron su incidencia a nivel principalmente europeo:

#### Importancia del género para la creación de laMusica House
1982 fue el año cuando diversos clubs en Chicago y Nueva York y la emisora de radio WBMX de Chicago empezaron a incluir temas de Italo.
El sello post-disco Emergency records de Nueva York se especializaba en reeditar y vender discos provenientes de Italia (Eje. Kano "I'm Ready")
Fueron tiempos en que el sonido House se empezaba a definir, canciones de Italia como Electra (Feels Good), Klein & MBO (Dirty Talk, MBO Theme) y Doctor's Cat (Feel the Drive, Watch Out) fueron tomadas por los fundadores del House para la creación del nuevo género y después fueron totalmente adoptadas como parte del género en sí en los Estados Unidos.

#### Canadian Disco (1980/1984)
En Canadá, especialmente en Quebec, surgieron varios grupos significativos como Trans-X, con su enorme éxito internacional "Living on Video", Lime con "Angel Eyes", "Baby, we´re gonna love tonight" o "Guilty", Pluton & the Humanoids con "World Invaders", Purple Flash Orchestra con "We Can Make It" o Tapps con "Forbidden Lover". A estas producciones se les incluyó genéricamente como Italo Disco en Europa y Hi-NRG en Estados Unidos.

#### German Disco (1982/1987)
En Alemania, donde el término Italo Disco fue acuñado originalmente y comercializado por ZYX Records en 1983, surgieron otros nombres para describir el género como eurodisco o Disco Fox. Las producciones alemanas también eran cantadas exclusivamente en inglés y se caracterizaban por su énfasis en la melodía, una exagerada sobreproducción y un acercamiento más serio a la temática del amor. Son ejemplos los trabajos de Modern Talking, Fancy, Bad Boys Blue, Joy, Lian Ross, C.C. Catch, Silent Circle Importante mencionar a Ken Laszlo, que a pesar de ser Italiano, Su nombre real es Gianni Coraini, resultó mucho más influenciado en esta parte de su carrera, por el German Sound

#### Sabadell Sound (1984/1988)
En España surgió el Sabadell Sound o Sonido Sabadell, en el que se engloba al Italo Disco producido en los estudios de música del área de Sabadell y publicado en sellos como Blanco y Negro, Max Music, Indalo Music y Don Disco. Una gran cantidad de recopilatorios y remezclas hechos en estos sellos incluían temas de artistas pertenecientes a este sonido, como David Lyme con "Let's go to Sitges", "Bambina" o "Play boy", Daydream con "Crazy" o Alan Cook con "Bad Dreams" y "Do You Want To Stay".Para algunos especialistas del género el Sonido Sabadell era un estilo de italo diferenciado por ser más pop y menos robótico al no incorporar la utilización de vocoders en las voces.

#### Peruvian Disco (1978/1989)
Con influencias del rock y la música tropical, la música disco en Perú produjo un estilo muy particular donde confluian elementos musicales de la cumbia y el tropical peruano, representado por Los Roller's de Tarapoto, Grupo América, Grupo Swing, Grupo San Francisco, pero también artistas con influencias de rock fusionaron elementos de disco como Rollets, Pepo Rock, Annie, Jaque Mate.

#### Space Synth (1983/1987)
Desde mediados de los 80 se desarrolló el Space Synth, como subgénero. Este estilo es un cruce entre el Italo Disco y el Space Disco y es normalmente instrumental, centrado en los sonidos espaciales. Son características las producciones de Koto, Proxyon, Rofo, Cyber People, Hipnosis y Laserdance.

#### Disco Polo(1988/1996)
El Disco Polo fue un estilo regional de música disco fuertemente influenciada por el Eurodisco, el Italo Disco y la música folk polaca. Entre las bandas y artistas más populares de este género, está Bayer Full, Boys o Shazza (nombre artístico de Magdalena Pańkowska, apodada "La Reina del Disco Polo"), entre otros.

### Evolución y géneros relacionados
En 1987 el estilo decae y se va adaptando a otros estilos más comerciales de la época y sobre todo a un sonido más Eurobeat o directamente se transforma en Italo House.

#### Eurobeat
A medida que el Italo Disco declinaba en Europa, los productores italianos y alemanes se adaptaron a los gustos de los oyentes japoneses, creando el Eurobeat. Aunque el Eurobeat original sonaba casi idéntico al Italo Disco, la mayor parte del Eurobeat moderno suena más rápido. Los dos sellos más conocidos de eurobeat son A-Beat-C Records y Hi-NRG Attack.
En Italia, a mediados de los 80 surgieron cantantes femeninas cuyo estilo Italo Disco fue poco a poco cediendo paso al surgimiento de un ritmo mundial llamado dance. Ejemplo de ello fue la artista Spagna, cuyas producciones Easy Lady (1986) y Call Me (1987) fueron grabadas en versiones cortas para radio y versiones extendidas en 12" y versiones remezcladas.

#### Italo House
En la segunda mitad de la década de 1980 el Italo Disco decayó, siendo reemplazado por el Italo House, también denominado Italo NRG, que combinaba Italo Disco a con elementos de house, uno de los pilares de la incipiente música Dance.

### Revival Italo Disco (1998/2003)
Una fuerte vuelta del italo disco comenzó en 1998, cuando el dúo alemán Modern Talking se juntó de nuevo adoptando la música electrónica y el rap para remezclar algunos de sus éxitos de la década anterior de German disco. Algunos artistas como C.C. Catch, Bad Boys Blue, Fancy, Sandra, Gazebo, Savage y Ken Laszlo, remezclaron sus propios éxitos en estilo eurohouse, dándoles nueva vida. El canal Rete 4 en Italia, Hits 24, Goldstar TV y Prosieben en Alemania y el canal "Nostalgia" de TVE comenzaron a programar este Nu-Italo y artistas como Gigi D'Agostino o Eiffel 65 lo llevaron al mainstream durante unos años.

### SigloXXI
Al principio del siglo XXI el género ha consolidado una cierta escena, con clubs underground programando sesiones del estilo. ZYX Records ha vuelto a publicar discos desde 2000 y otros como Panama Records y Radius Records están reeditando clásicos olvidados.
En 2012 los italianos Fred Ventura y Paolo Gozzetti lanzan el estilo Italoconnection, que incluye remezclas de temas Italo Disco legendarios con elementos actuales y remezclas de temas actuales.
El célebre club Patrick Miller de la Ciudad de México es posiblemente el último lugar establecido en todo el mundo donde se programan fiestas Italo Disco y Hi-NRG de manera regular desde hace poco más de 30 años[cita requerida]. En el mismo club también se presentan ocasionalmente artistas del género[cita requerida]. Anualmente se celebra el Patrick Miller Fest, con una afluencia calculada en 10 000 personas[cita requerida] en cada una de sus dos últimas ediciones (2015 y 2016) festival celebrado en el Palacio de los Deportes de la capital azteca. La quinta edición de este festival se llevará a cabo el próximo 2 de marzo de 2019.

## Estilo
El tipo de composición habitual en el Italo Disco se basa en la escala musical pentatónica en tonos menores, con una instrumentación limitada al sintetizador y cajas de ritmo o batería electrónica, en un ritmo básico de 4x4. La voz generalmente está interpretada en inglés, con letras que hacen referencia al amor, la vida cotidiana y el romanticismo con un toque de buen gusto. La tendencia habitual en estas producciones, se compone de estribillos y líneas vocales contagiosas y fácilmente asimilables, lo que contribuyó significativamente a su éxito y expansión. Las interpretaciones vocales eran en su mayoría de solistas masculinos, aunque también existen muchas grabaciones con interpretaciones femeninas y en grupo. La velocidad raramente rebasaba los 128 beats por minuto.
Las canciones solían aparecer en varias versiones. El maxi single o versión extendida, cuyo tiempo de duración varía entre los 5:30 y 8:30 minutos con un espacio instrumental sin voces, sobre la mitad de la canción, preparado para facilitar la mezcla en discotecas. La versión corta para radio, de duración entre los 3:30 y 4:00 minutos para adaptarse mejor al medio. Y la versión instrumental, que permite experimentar y mezclar a los DJs o pinchadiscos y remezcladores discográficos. Algunos intérpretes lanzaron producciones en discos de larga duración, LPs que contenían hasta 10 temas y dependiendo del éxito de cada canción, una versión maxi single enfocada a su difusión en discotecas.

## Estilos relacionados
- Eurodisco.
- Hi-NRG.
- Italo Dance.
- Electro Funk.
- New Beat.
- New Wave.
- Space Disco.
- Synth Pop.
- Eurobeat.
- Sabadell Sound.
- Synthwave